# Conrado Alonso Buitrón
Conrado Alonso Buitrón (Toreno, León, 30 de julio de 1946) es un político español. 
Hasta la actualidad, y junto con Jose Luis Rodríguez Zapatero, es el político perteneciente al Partido socialista que más legislaturas ha sido elegido Parlamentario por la circunscripción Electoral de León, habiendo sido ambos elegidos por esta Circunscripción en cinco ocasiones, ya que este último, a partir del año 2004 es parlamentario por la Circunscripción Electoral de Madrid.
En marzo de 1988 su único compañero de escaño provincial, José Luis Rodríguez Zapatero, mediante el pacto de la Mantecada sellado en Astorga, fue designado secretario general del PSOE de León después de una compleja lucha interna con la que terminó un largo período de divisiones y confrontación. Conrado Alonso Buitrón se convirtió entonces en Vicesecretario General de la Federación Socialista Leonesa.
Como diputado por León en las legislaturas II, III, IV y V (1982-1996) desempeñó los cargos de:
- Vocal de la Comisión de Política Social y de Empleo en los periodos desde el 02/12/1982 al 23/04/1986 , desde el 03/09/1987 al 02/09/1989, desde el 21/12/1989 al 13/04/1993 y desde el 14/09/1993 al 09/01/1996
- Vocal de la Comisión del Defensor del Pueblo desde el 21/12/1989 al 06/02/1990
- Vocal de la Comisión de Agricultura, Ganadería y Pesca desde el 08/09/1993 al 05/10/1993
- Secretario Primero de la Comisión de Industria, Obras Públicas y Servicios desde el 09/09/1993 al 30/09/1993
- Secretario Primero de la Comisión de Industria, Energía y Turismo desde el 30/09/1993 al 09/01/1996
- Ponente de la Ponencia Proy.L. prevención de riesgos laborales (exp.121/83).

Como senador por León durante la VI Legislatura (3 de marzo de 1996 a 18 de febrero de 2000), participó en:
- Comisión de Industria, Comercio y Turismo.
- Comisión de Trabajo y Seguridad Social.
- Comisión Especial sobre Desarrollo Económico y Social del Estado Español.

Minero de profesión (Vigilante de 2ª de interior), al abandonar la política se prejubiló. Está casado y tiene tres hijos.